# Mistrovství světa v atletice 2009 – Ženy 10 000 metrů
 Běh na 10 000 metrů žen na Mistrovství světa v atletice 2009 se uskutečnil 15. srpna. Zvítězila v něm keňská běžkyně Linet Masaiová.
Teprve na osmém kilometru takticky vedeného běhu se z 22hlavého startovního pole vydělila pětičlenná skupinka etiopských a keňských závodnic a záhy získala výrazný náskok. Závod se rozhodl až v cílové rovince, a to velmi překvapivě v neprospěch Etiopanek, doposud držících sérii titulů od roku 1999. Meseret Defarová, při neúčasti stávající olympijské vítězky a mistryně světa Tiruneš Dibabaové považovaná za hlavní favoritku, ve finiši nestačila na svou krajanku Meselech Melkamuovou a v polovině cílové rovinky zklamaně zvolnila. Zatímco Melkamuová v domnění vítězství v posledních krocích zvedala radostí paže, byla, nic netušíc, po své pravici těsně před cílovou čarou předstižena mohutně dotahující Linet Masaiovou. Kuriozitou závodu se stalo předčasné seběhnutí vnější ze dvou startovních skupin k vnitřnímu okraji dráhy, které mohlo vyústit až v diskvalifikaci medailistek. Protože však nikdo ve vymezené lhůtě proti výsledkům neprotestoval, zůstalo dosažené pořadí v platnosti.

## Výsledky
| *                | Sportovec              | Čas          |
| ---------------- | ---------------------- | ------------ |
| Zlatá medaile    | Linet Masaiová         | 30:51,24 min |
| Stříbrná medaile | Meselech Melkamuová    | 30:51,34 min |
| Bronzová medaile | Wude Ayalew            | 30:51,95 min |
| 4                | Grace Kwamboka Momanyi | 30:52,25 min |
| 5                | Meseret Defar          | 30:52,32 min |
| 6                | Amy Yoder Begley       | 31:13,78 min |
| 7                | Yurika Nakamura        | 31:14,39 min |
| 8                | Kimberley Smith        | 31:21,42 min |